# Sur scène
Albums par Fredericks Goldman Jones
Fredericks Goldman Jones
(1990) Rouge
(1993)
Lives par Fredericks Goldman Jones
Du New Morning au Zénith
(1995)
Singles
1. Il suffira d'un signe
Sortie : décembre 1992
2. Je commence demain
Sortie : mai 1993

Sur scène est l'album live de la tournée de 1991 et 1992 de Fredericks Goldman Jones sorti le 26 novembre 1992. 
Il a été enregistré entre août et novembre 1991, dans trois villes de France: Vienne, Aix-les-Bains et Lyon. C'est leur deuxième album discographique. Un single promotionnel a été extrait de cet album: il s'agit d'une performance live de la chanson Il suffira d'un signe, d'abord parue sur le premier album de Jean-Jacques Goldman. L'album contient sept chansons issues du premier album du trio, et quatre autres chansons issues des albums de Goldman.
Cet album fait partie des rééditions de 2015 et on y retrouve Je marche seul et un medley de plus de 7 min.
Lors de la réédition pour la première fois en triple vinyle le 23 septembre 2022, accompagnée d'une réédition numérique, la version studio acoustique du titre Des bouts de moi a été intégrée à l'album, à l'origine uniquement disponible sur flexi disc accompagnant le programme de la tournée 91.

## Succès
L'album s'est classé no 1 au Top Albums pendant 3 semaines consécutives. Il est certifié double disque de platine en 2001, 9 ans après sa sortie.

## Liste des chansons
Toutes les chansons sont écrites et composées par Jean-Jacques Goldman sauf Nuit : paroles de Jean-Jacques Goldman et Michael Jones et musique de Jean-Jacques Goldman.
| 1.    | Nuit | 7:30  |
| 2.    | À quoi tu sers ? | 7:37  |
| 3.    | Il suffira d'un signe                                                                                                   | 4:17  |
| 4.    | Un, deux, trois | 6:06  |
| 5.    | Je commence demain | 5:33  |
| 6.    | Peurs | 7:18  |
| 7.    | Medley (Quand la musique est bonne, Au bout de mes rêves, Comme toi, Long is the road, La vie par procuration, Pas toi) | 7:39  |
| 8.    | Je l'aime aussi | 7:33  |
| 9.    | Là-bas | 7:23  |
| 10.   | Vivre cent vies | 5:05  |
| 11.   | C'est pas d'l'amour | 6:05  |
| 12.   | À nos actes manqués | 10:08 |
| 13.   | Je marche seul | 6:26  |
| 14.   | Des bouts de moi | 3:29  |
| 92:09 | |       |

## Le groupe
- Réalisation, prise de son, mixage : Andy Scott
- Voix : Carole Fredericks, Jean-Jacques Goldman, Michael Jones
- Batterie : Christophe Deschamps, Marcello Surace
- Guitares : Jean-Jacques Goldman, Michael Jones
- Claviers : Jacky Mascarel, Philippe Grandvoinet, Jean-Jacques Goldman
- Basse : Claude Le Peron
- Saxophone : Christophe Nègre
- Trompette : Christian Martinez
- Trombone : Denis Leloup

## Le disque
Album enregistré à
- Vienne - Théâtre Antique, le 11 août 1991
- Aix les Bains - Esplanade du Lac, le 13 août 1991
- Lyon - Halle Tony Garnier, le 15 novembre 1991

## Certifications
| Année | Ventes  | Certification |
| ----- | ------- | ------------- |
| 1993  | 300 000 | Platine       |
| 2001  | 600 000 | 2 × Platine   |